# Kanton Plogastel-Saint-Germain
Kanton Plogastel-Saint-Germain (fr. Canton de Plogastel-Saint-Germain) je francouzský kanton v departementu Finistère v regionu Bretaň. Skládá se z 11 obcí.

## Obce kantonu
- Gourlizon
- Guiler-sur-Goyen
- Landudec
- Peumérit
- Plogastel-Saint-Germain
- Plonéis
- Plonéour-Lanvern
- Plovan
- Plozévet
- Pouldreuzic
- Tréogat